# 玛丽亚·维科米尔斯卡
玛丽亚·维科米尔斯卡（波蘭語：Maria Wiłkomirska，1904年4月3日—1995年6月19日），女，20世纪波兰钢琴家。华沙蕭邦音樂學院教授。

## 生平
1904年生于莫斯科。7岁开始在父亲阿尔弗雷德·维科米尔斯基的指导下学习钢琴演奏。1913年至1917年在莫斯科音乐学院学习。11岁时就能登台公演。十月革命后的1919年随家人回到波兰。1927年至1939年，作为钢琴家跟随华沙和罗兹爱乐乐团演出。
1944年，作为医务工作者参与了华沙起义。1945年至1977年期间，她在罗兹和华沙蕭邦音樂學院任教。1956年升任副教授。1967年升任正教授。期间在苏联、捷克斯洛伐克、匈牙利、德国和巴黎举行过演奏会。她还担任蕭邦國際鋼琴比賽的评委。
1961年7月20日抵达北京，开始在北京、天津和上海进行访问演出。主要演奏了贝多芬的月光奏鸣曲、蕭邦的G小调叙事曲等作品。她还加演了中国歌曲《兰花花》。
1995年6月19日在华沙去世。其妹妹万达·维乌科米尔斯卡为一名小提琴家。